# Миллер, Джозеф Роберт
Джозеф Роберт Миллер (англ. Joseph Robert Miller; родился 15 января 1955 года,  штат Иллинойс) — американский серийный убийца, совершивший в период с октября  1977 года по 1993 год  серию из как минимум 5 убийств девушек и женщин, сопряжённых с изнасилованиями в городах Чикаго и Пеория, штат Иллинойс. В 1994 году Миллер был приговорен к смертной казни, которая впоследствии была заменена на уголовное наказание в виде пожизненного лишения свободы без права на условно-досрочное освобождение.

## Биография
Джозеф Роберт Миллер, урожденный как Джозеф Роберт Таркзон родился 15 января 1955 года на территории штата Иллинойс. Джозеф был нежеланным ребёнком, и вскоре после рождения оказался в детском приюте. Через несколько лет он был усыновлен семейной парой, которая дала ему свою фамилию - Миллер. Приемные родители Джозефа придерживались  авторитарного стиля воспитания детей, благодаря чему  вскоре после усыновления стали подвергать  его агрессии и избиению. Детство и юность Миллер провел в социально-неблагополучной обстановке, благодаря чему рано начал вести криминальный образ жизни и все последующие годы  принадлежал к криминальной субкультуре. В период с конца 1960-х по 1977 год Джозеф Миллер подвергался арестам 11 раз по таким обвинениям как совершение кражи, угон автомобиля, нападение сопряженное с сексуальным насилием, но каждый раз вследствие соглашения о признании вины Миллер отделывался незначительными сроками лишения свободы. В начале 1970-х Миллер покинул Чикаго и в течение последующих нескольких лет сменил несколько мест жительства. В этот период он проживал на территории штата Виргиния, был замечен в городе Блумингтон (штат Иллинойс) и некоторое время проживал в городах Скоки (Иллинойс) и Уокиган (штат Иллинойс). В конце 1970-х Миллер проживал на территории города Скоки, где женился и нашел жилье.

## Убийства в 1977 году
25 октября 1977 года была объявлена пропавшей без вести жительница Чикаго, 31-летняя Марта Райан,  ранее привлекавшаяся к уголовной ответственности за занятие проституцией. В ходе расследования, полицией были найдены свидетели, которые заявили что в день исчезновения женщина собиралась пойти на встречу с неизвестным мужчиной, после чего вечером того же дня она была замечена сидящей в автомобиле марки «Chevrolet Vega» оранжевого цвета. Восемь дней спустя тело Райан, завернутое в одеяло, было найдено в кустах возле винного магазина на территории города Скоки, недалеко от дома, где проживал
Миллер. Так как он и его автомобиль соответствовали описанию автомобиля и мужчины, с которым согласно показаниям свидетелей была замечена убитая в день исчезновения - он попал под подозрение полиции и был подвергнут допросу. На следующий день полицией Скоки было обнаружено еще одно тело женщины, которая была убита и которая при жизни была замечена в занятии проституцией. Во время расследования этого убийства, в полицию обратилась еще одна проститутка, которая заявила что состояла в знакомстве с убитой и рассказала полиции о том, что Миллер и его жена  - Марша Линн Миллер часто пользовались услугами проституток и она сама неоднократно бывала в их компании. На основании этих показаний Миллер был арестован 7 ноября 1977 года и ему были предъявлены обвинения в совершении двух убийств. Во время заключения под стражей, в ходе обыска его апартаментов и салона его автомобиля полиция обнаружили улики, которые изобличали его с совершением вооруженного ограбления на территории Скоки, похищением человека и совершением нападения на него на территории округа Кук, нанесением побоев при отягчающих обстоятельствах на территории округа Дю Пейдж. Также он являлся основным подозреваемым в совершении еще 3 убийств девушек и женщин, одно из которых было совершено в октябре 1976 года на территории города Уокиган. Во время судебного процесса суд нашёл в деле уголовно-процессуальные ошибки, которая совершила полиция во время ареста Миллера и обыска его апартаментов, благодаря чему судья вынужден был удовлетворить ходатайство адвокатов Миллера об отводе ряда улик, позволивших обвинению доказать его вину. Жена Джозефа на судебном процессе также отказалась давать показания против него, после чего вероятность осуждения Миллера подвергалась сомнению.  В конечном итоге прокуратура округа Кук предложила Джозефу Миллеру заключить соглашение о признании вины. В обмен за отмену вынесения ему уголовного наказания в виде смертной казни и снятие обвинений в  похищения человека и нанесения побоев при отягчающих обстоятельств, Миллер согласился признать себя виновным в совершении двух убийств и в совершении ограбления, на основании чего в 1978 году получил в качестве уголовного наказания 30 лет лишения свободы с правом условно-досрочного освобождения по отбытии 15 лет тюремного заключения.

## Убийства в 1993 году
Миллер отбывал свое уголовное наказание в тюрьме  «Illinois River Correctional Center», расположенной на расстоянии 35 миль от города Пеория. Будучи в заключении он прошел ряд тюремных программ по реабилитации сексуальных преступников и заслужил репутацию образцового заключенного. В середине 1980-х Миллер получил тяжелую травму ноги, после чего получил инвалидность, на основании чего государством  ему была назначено социальная пенсия по инвалидности.  Отбыв в заключении 15 лет, Миллер подал ходатайство на условно-досрочное освобождение. Совет по условно-досрочному освобождению учел его положительные характеристики, которые он заслужил за время тюремного заключения, а также его физическое состояние вследствие инвалидности, благодаря чему Миллер был признан не представляющим социальной опасности для общества и его ходатайство было удовлетворено. Джозеф Миллер вышел на свободу в апреле 1993 года, получив условно-досрочное освобождение, после чего по совету тюремного священника переехал в город Пеория, где получил жилье в местном доме престарелых, в котором на тот момент проживали 80 человек, большая часть из которых являлись пожилыми людьми или имели инвалидность. В этот период Миллер не был замечен в проявлении девиантного поведения по отношению к окружающим. Администрацией учреждения и его жителями Джозеф характеризовался крайне положительно, отмечалось что Миллер отличался дружелюбным, разговорчивым, энергичным поведением и совместно с рядом жильцов дома престарелых,  посещал церковь. Большую часть своего свободного времени Миллер проводил на улицах города Пеория, где искал случайные заработки работой поденщика с целью улучшить свое материальное положение. В конце августа  1993 года Миллер был замечен на пороге доме 88-летней Бернис Фагот, которая наняла Джозефа в качестве рабочего для проведения ремонтных работ в своем доме. В начале сентября того же года в полицию обратился разносчик газет, который заявил что Бернис Фагот несколько недель не забирает корресподенцию, которую он оставил на пороге ее дома и в ее почтовом ящике. Во время выяснения обстоятельств, в ходе опроса соседей, знакомых и родственников Бернис Фагот полиция обнаружила что местонахождение женщины неизвестно, вследствие чего она была объявлена пропавшей без вести. В этот период в дренажных канавах, расположенных на окраинах Пеории были найдены трупы трех женщин, находящиеся в разных стадиях разложения. В ходе расследования личности всех погибших были идентифицированы. Ими оказались 34-летняя Марсия Лог и 26-летняя Хелен Дорранс, тела которых были обнаружены 18 сентября, и 42-летняя Сандры Л. Чеснега, тело которой было обнаружено 26 сентября.
Тело Марсии Лог было обнаружено связанным, а в ее ротовой полости находился кляп. В ходе судебно-медицинской экспертизы было установлено, что перед смертью Марсия была избита, после чего преступник нанес ей множественные ножевые ранения, от последствий которых она скончалась, в то время как Дорранс и Сандра Чеснега были убиты посредством удушения. Все убитые женщины являлись жительницами Пеории и были замечены в занятии проституцией. Все женщины перед смертью были подвергнуты сексуальному насилию. В ходе расследования было установлено, что Марсия Лог в последний раз была замечена живой 15 сентября 1993 года, когда она садилась в автомобиль темно-бордового цвета, которым управлял белый мужчина, находящийся в возрасте около 45 лет. Хелен Дорранс в последний раз была замечена видели живой 11 сентября 1993 года. Сандра Чеснега в последний раз была замечена живой 15 сентября 1993 года. 23 сентября автомобиль Бернис Фагот был обнаружен брошенным на парковке дома, расположенного рядом с домом престарелых, где проживал Миллер. В связи со своим криминальным прошлым, он попал под подозрение и был допрошен полицией 29 сентября, которая с разрешения Миллера провела осмотр его апартаментов и салона его автомобиля. После разговора с сотрудниками правоохранительных органов, Джозеф Миллер был доставлен в местный полицейский участок. Ему были зачитаны «правило Миранды», после чего он подвергся допросу, во время которого не признал свою причастность к совершению убийств проституток и причастность к исчезновению Бернис Фагот. Во время обыска салона автомобиля Бернис Фагот был обнаружен нож с отпечатками пальцев Миллера. Он вынужден признал, что нож принадлежит ему, но заявил о том, что обронил его во время поездки, когда женщина была жива и находилась за рулем во время движения. После этого, полиция получила ордер на обыск апартаментов Миллера и салона его автомобиля. В конечном итоге Джозефу Миллеру было предъявлено обвинение в совершении кражи в доме Бернис Фагот, и он был арестован в октябре 1993 года.

## Суд
Во время трехмесячного расследования, полиция обнаружила улики, изобличающие Джозефа Миллера в совершении трех убийств. Так при обыске в квартире подсудимого было обнаружено два женских халата, женское нижнее белье, элемент жалюзи и простыни, покрытые пятнами  засохшей крови. Полиция также изъяла из квартиры Миллера подушки и матрац, покрытые  красновато-коричневыми пятна засохшей крови. Похожие пятна были обнаружены на стене спальни в изголовье кровати. Помимо этого, полицией были найдены несколько прядей женских волос и волокна. Во время расследования было установлено, что  автомобиль Бернис Фагот, марки «Oldsmobile» темно-бордового цвета в последний раз был замечен 4 сентября 1993 года. Во время обыска в салоне автомобиля следователи обнаружили в его багажнике ковер и нож, а также засохшие темные пятна  крови на заднем сиденье. Полицией был найден свидетель, сосед Бернис Фагот по имени Сэмюэл Войт, который опознал Джозеф Миллера и заявил сотрудникам правоохранительных органов о том, что видел Миллера  в дом Бернис Фагот 28 августа 1993 года. Джеймс Макговерн, охранник в доме престарелых, в ходе расследования также заявил следствию о том, что видел Миллера  за рулем темно-бордового автомобиля марки «Oldsmobile» дважды в начале сентября 1993 года, который по версии следствия принадлежал пропавшей без вести женщине. Согласно его свидетельствам, Миллер рассказал ему о том, что машина принадлежит одному из его друзей. Ряд знакомых Джозефа Миллера, такие как Мэри Дечер и Дэниел Мэйс заявили полиции о том, что находились в салоне этого автомобиля вместе с Джозефом в  августе 1993 года. Они настаивали на том, что Джозеф утверждал,
что планирует продать автомобиль. Дэниел Мэйс в свою очередь утверждал, что во время поездки нашел в бардачке автомобиля карточку социального страхования с именем Бернис Фагот.  Согласно свидетельствам Мэйса, в последующие несколько дней Миллер неоднократно менял свои показания. Так он заявил, что в начале сентября 1993 года Джозеф заявил ему о том, что машина в действительности угнана и ему следует избавиться от нее путем поджога. Гленн Шуберт, судебно-медицинский эксперт, проводивший ряд криминалистических экспертиз, заявил что женские волосы и ворсовые волокна, извлеченные из квартиры подсудимого, совпадали по своей структуре с волосами жертвы Марсии Лог и ворсу с обивки автомобиля, принадлежащего Миллеру. Также, согласно результатам экспертизы, наволочка, использованная в качестве кляпа и найденная во рту Марсии Лог, содержала лобковые волосы, из которых была выделена «ДНК», генотипический профиль которой соответствовал генотипическому профилю Джозефа Миллера. Другие ворсовые волокна, обнаруженные на наволочке по своей структуре совпадали с ворсовыми волокнами, взятыми с ковра, находящегося в квартире Миллера. Несколько ворсовых волокон, обнаруженных не теле Марсии Лог, по своей структуре также совпали с волокнами,
собранными с ковра, расположенного на полу гостиной в квартире Миллера. В ходе ДНК-экспертизы было установлено, что следы спермы, обнаруженные на теле убитых жертв принадлежали Джозефу Миллеру.  Под ногтями Марсии Лог были обнаружены частицы эпителия со следами крови, из которых впоследствии была выделена ДНК, генотипический профиль которой совпал с генотипическим профилем Джозефа Миллера. Из засохших пятен крови, обнаруженных на журнале, матрасе, подушке и полотенце, найденных в квартире Миллера и на сиденье автомобиля Бернис Фагот была выделена ДНК, которая согласна результатам криминалистической экспертизы принадлежала Марсии Лог. Из пятен крови, обнаруженных  на салфетке и подушке, найденных в апартаментах Миллера была выделена ДНК, которая совпала с ДНК Хелен Дорранса.  Еще один генотипический профиль ДНК, выделенный из засохшего пятна крови, обнаруженного на одной из подушек Миллера совпал с генотипическим профилем ДНК еще одной жертвы Сандры Чеснеги. На основании этих доказательств, 28 января 1994 года Джозефу Миллеру были предъявлены обвинения в совершении трех убийств и ему был установлен залог в качестве меры пресечения  в размере 2 миллиона долларов.
Адвокаты Миллера подали ходатайство  об изменении места проведения судебного процесса, так как преступления Миллера и его арест вызвали массовую огласку в СМИ и в обществе на территории округа Кук, вследствие чего защита Джозефа посчитала что он может получить несправедливый суд. Ходатайство было удовлетворено, после чего Миллер  был этапирован на территорию округа Сангамон, где в июле 1994 года открылся судебный процесс. Под давлением улик, изобличающих его в совершении убийств, Миллер признал себя виновным, но впоследствии изменил свои первоначальные показания и заявил о своей невменяемости, заявив что страдает психическим расстройством, в частности раздвоением личности. По ходатайству адвокатов, Джозеф Миллер был направлен на судебно-психиатрическую экспертизу, в ходе которой психиатры заявили что он страдает диссоциативной амнезией, которая стала следствием того, что он был подвергнут издевательствам в детстве, что привело в итоге к психическим, эмоциональным и поведенческим проблемам.  Тем не менее, в конце 1994 года жюри присяжных заседателей не нашли смягчающих обстоятельств его виновности и признали его виновным по все пунктам обвинения, на основании чего Джозеф Миллер был приговорен к смертной казни. Судьба Бернис Фагот осталась неизвестной. Ее тело так и никогда не было обнаружено. Миллер не признал себя виновным в причастности к исчезновению женщины, но по версии следствия женщина была убита, а убийство совершил Джозеф Миллер.

## В заключении
После осуждения Джозеф Миллер был этапирован для исполнения смертного приговора в камеру смертников тюрьмы «Menard Correctional Center». В 2002 году в связи с выявлением многочисленных судебных ошибок в деле осуждения приговорённых к смертной казни, губернатор штата Иллинойс Джордж Райан пересмотрел закон о смертной казни и в январе 2003 года ввёл мораторий, заменив смертные приговоры 157 осуждённым, в том числе Джозефу Миллеру. На основании закона его смертный приговор был автоматически заменён на наказание в виде пожизненного лишения свободы без права на условно-досрочное освобождение.
В 2004 году, Джозеф Миллер связался с прокуратурой округа Кук и заявил о том, что несет ответственность за совершение еще как минимум двух убийств. Он признался в совершении убийств 18-летней Валери Линн Слоан, которая пропала без вести 30 сентября 1993 года на территории Пеории и 25-летней Стейси Моррисон. Он указал место захоронения останков Слоан, однако в указанном им месте никаких человеческих останков обнаружено не было. В конечном итоге никаких дополнительных обвинений Джозефу Миллеру из-за недостатка доказательств предъявлено не было. Представители прокуратуры округа Кук впоследствии заявили о том, что существует вероятность того, что ответственность за совершение убийств молодых девушек на территории Пеории несет другой преступник Эрли Рэй Дэвис, а Миллер в действительности не совершал этих убийств и сделал признательные показания для привлечения внимания к собственной персоне. Тем не менее он не был исключен из числа подозреваемых в причастности к исчезновению этих девушек.
По состоянию на начало 2022 года, 67-летний Джозеф Роберт Миллер был жив и продолжал отбывать свое уголовное наказание в тюрьме «Dixon Correctional Center».